# Stephen LaBerge
Stephen LaBerge (ur. 1947) – amerykański psychofizjolog oraz lider badań naukowych w zakresie świadomego śnienia.
W 1967 otrzymał tytuł licencjata w matematyce. Swoje badania rozpoczął w Uniwersytecie Stanforda gdzie otrzymał w 1980 doktorat z psychofizjologii. Opracował techniki wchodzenia w stan świadomego snu, które umożliwiły jemu i wielu badaczom prowadzenie eksperymentów, najbardziej znana z to MILD (Mnemonic Induction of Lucid Dreams). W 1987 założył organizację The Lucidity Institute, która promuje świadome sny oraz prowadzi kursy jak osiągnąć świadome sny.
We wczesnych latach 1980 wiadomość o badaniach LaBerga, polegających na obserwacji fal mózgowych przy pomocy elektroencefalografu oraz monitorowaniu ruchu gałek ocznych tak by w określonym momencie móc wykonać ich pomocy ustalony wzór przyczyniły się do popularyzacji świadomego snu w amerykańskich mediach.

## Wyniki badań
Wyniki badań LaBerga i innych obejmują:
- Porównanie subiektywnego pojmowania czasu w snach i podczas przebudzenia przy użyciu sygnałów wykonywanych gałkami ocznymi.
- Porównanie elektrycznej aktywności w mózgu osoby śpiewającej podczas przebudzenia oraz śnie.
- Różne badania porównawcze fizjologiczne podniecenie seksualne i seks oraz orgazm we śnie

## Nauczanie świadomego snu oraz urządzenia wspomagające
LaBerge wynalazł serie urządzeń mających pomóc uzyskanie świadomości w czasie snu. Oryginalne urządzenie było nazwane DreamLight, które zostało porzucone na rzecz NovaDreamer, stworzonego przez zaawansowanego oneironautę Craiga Webba dla Lucidity Institute podczas gdy pracował i uczestniczył w badaniach nad świadomym snem na Uniwersytecie Stanford. W 2013 nie było możliwe zamówienie tego urządzenia na stronie. Ulepszona wersja NovaDreamer II to maska z migającymi światłami mierząca ruch gałek ocznych. 
Wszystkie urządzenia zawierają maskę noszoną na oczy z diodami LED ustawionymi w pozycji nad powiekami. Diody LED świecą za każdym razem gdy wykryją, że noszący wszedł w fazę REM. Sygnały są włączane do snu noszącego i mogą być sygnałem że owa osoba śni.
Obecnie LaBerge prowadzi wykłady na uniwersytetach i w innych profesjonalnych instytucjach oraz przeprowadza sesję nauki świadomego snu w różnych miejscach. 

## Książki
- Stephen LaBerge, Lucid Dreaming: The power of being aware and awake in your dreams, wyd. 1st ed, Los Angeles: J.P. Tarcher, 1985, ISBN 0-87477-342-3, OCLC 11785172. Brak numerów stron w książce
- Stephen LaBerge, Exploring the World of Lucid Dreaming, Howard Rheingold, wyd. 1st ed, New York: Ballantine Books, 1990, ISBN 0-345-37410-X, OCLC 20827303. Brak numerów stron w książce
- Stephen LaBerge, Lucid Dreaming: A Concise Guide to Awakening in Your Dreams and in Your Life, Boulder, CO: Sounds True, 2004, ISBN 1-59179-150-2, OCLC 71267138. Brak numerów stron w książce